# 费尔南多·卡布雷拉
费尔南多·何塞·卡布雷拉（Fernando José Cabrera，1981年11月16日—出生于波多黎各下托阿），是美国职棒大联盟的投手，目前是自由球员。

## 职业生涯

### 美国职棒大联盟
卡布雷拉在1999年大联盟选秀大会上被克里夫兰印地安人第10轮选中，并在当年的8月份签约。他入选了2005年的未来之星赛，代表世界队出赛。
在2004年8月20日印地安人对明尼苏达双城的比赛中，卡布雷拉首次在大联盟亮相，他中继1局，投出两次三振未失分。赛季结束后他在美国棒球杂志的新秀评选中名列印地安人队第7位。
2005年卡布雷拉在3A水牛城野牛表现得极为出色，在51.1局的投球中送出68次三振，防御率仅为1.23。7月5日卡布雷拉重回大联盟，这个赛季他在大联盟出赛15场，防御率为1.47。
2006年卡布雷拉整个赛季都呆在大联盟，但表现不如上赛季出色，防御率高达5.19。2007年8月9日，卡布雷拉被球队解约，之后他和巴尔的摩金莺签下合约。
2008年8月30日，卡布雷拉在被换下场时很不职业地将球扔给总教练戴夫·特朗布莱（Dave Trembley），球队决定对其罚款，并在9月5日将其解约。
2009年卡布雷拉和波士顿红袜签下小联盟合约，并在8月9日登上大联盟。11月时他成为自由球员。

### 国际赛事
卡布雷拉在2006年和2009年两次入选波多黎各队，参加世界棒球经典赛。在2009年世界棒球经典赛第二轮波多黎各对美国的比赛中，卡布雷拉第九局上场投球，但被大卫·莱特击出再见安打，从而导致球队被淘汰。